# I Got the Feelin' (album James Brown)
I Got the Feelin' è il ventitreesimo album in studio del cantante statunitense James Brown, pubblicato nel 1968.

## Tracce
1. I Got the Feelin' – 2:32
2. Maybe I'll Understand, Pt. 1 – 3:15
3. You've Got the Power – 2:57
4. Maybe Good Maybe Bad, Pt. 1 – 2:50
5. Shhhhhh (For a Little While) – 2:33
6. Just Plain Funk – 3:05
7. If I Ruled the World – 3:24
8. Maybe I'll Understand, Pt. 2 – 3:15
9. Stone Fox – 3:02
10. It Won't Be Me – 3:37
11. Maybe Good Maybe Bad, Pt. 1 – 2:54
12. Here I Go – 3:00